# صخرة بليموث
صخرة بليموث (بالإنجليزية: Plymouth Rock)‏ صخرة بليموث قطعة من حجر الجرانيت الصلد منقوش عليها عام 1620م، توجد بالقرب من البحر في بليموث، بولاية ماساشوسيتس، بالولايات المتحدة الأمريكية. وحسب ما ترويه إحدى القصص الشعبية، فإن فريقا من المهاجرين الأوائل على ظهر السفينة مايفلاور قد وضعوا أقدامهم على هذه الصخرة عند نزولهم إلى شاطئ بليموث، في 21 ديسمبر 1620م. لكن كثيرًا من المؤرخين يشكّون في أن المهاجرين الأوائل خطوا فعلا فوق هذه الصخرة، والاحتمال الأكبر أن الصخرة كانت موجودة بالقرب من البقعة التي نزل فيها المهاجرون. لقد نقلت صخرة بليموث، من مكانها عدة مرات في الفترة الواقعة بين عامي 1774 و1921م. واستقرت هذه الصخرة الآن تحت مظلة من الجرانيت قريبا من حافة الماء، بوصفها نصبًا تذكاريًا شاهدا على نزول المهاجرين الأوائل إلى هذه البلاد في عام 1620م.